# Лајатико
Лајатико (итал. Lajatico) је насеље у Италији у округу Пиза, региону Тоскана.
Према процени из 2011. у насељу је живело 696 становника. Насеље се налази на надморској висини од 211 м.

## Становништво
| 1936. | 1951. | 1961. | 1971. | 1981. | 1991. | 2001. | 2011. |
| ----- | ----- | ----- | ----- | ----- | ----- | ----- | ----- |
| 2.500 | 2.478 | 2.076 | 1.705 | 1.586 | 1.475 | 1.389 | 1.376 |